# Венијамин I Јерусалимски
Венијамин I Јерусалимски је био епископ града Јерусалима у првој половини 2. века. 
Према ѕаписима Еуѕебија из Цезареје био је јеврејски хришћанин. 
На трону јерусалимске цркве Венијамин је био врло кратко током 116. и 117. године. Вероватно је страдао током прогона хришћана од стране цара Хадријана. 